# Линия 50 (Амстердамское метро)
Линия 50 — зелёная линия амстердамского метрополитена открыта 1 июня 1997 года, имеет протяжённость 20,5 километра и состоит из 20 станций. Интервал движения — 7—10 минут в час-пик, 10—12 минут днём, 12—15 минут рано утром и поздно вечером.

## Станции
Линия 50 соединяет северо-запад и юго-восток Амстердама.
- Исолаторвег
- Статион Слотердик — имеет пересадку на электричку
- Де Влугтлаан
- Жан ван Галенстраат
- Постесвег
- Статион Лелилаан — имеет пересадку на электричку
- Хеемстедестраат
- Хенк Снеевлиетвег
- Амстелвеенсевег
- Статион Зюид — Южный вокзал Амстердама имеет пересадку на электрички и поезда, также имеет пересадку на линии метро 51 и 52
- Статион РАИ — имеет пересадку на электричку, также на линию метро 51
- Оверамстел — имеет пересадку на линию метро 51
- Ван дер мадевег — имеет пересадку на линии метро 54 и 53
- Статион Дуивендресхт — имеет пересадку на электричку, также на линию метро 54
- Страндвилет — имеет пересадку на линию метро 54
- Статион Билмер арена — имеет пересадку на электричку, также на линию метро 54
- Булевик — имеет пересадку на линию метро 54
- Статион Холендресхт — имеет пересадку на электричку, также на линию метро 54
- Рейгерсбос — имеет пересадку на линию метро 54
- Геин — имеет пересадку на линию метро 54